# 5. Panzer-Division (Wehrmacht)
La 5. Panzer-Division era una divisione corazzata della Wehrmacht. Costituita nel 1938, prese parte alle principali campagne tedesche della seconda guerra mondiale distinguendosi su molti campi di battaglia.

Si arrese alle truppe sovietiche alla fine del conflitto, nel maggio 1945.

Tra i suoi ufficiali, si segnalarono in particolare: Heinrich von Vietinghoff, Johannes Streich, Paul Werner, Karl Decker, Joachim Sander, Rolf Lippert e Wilhelm von Schönburg-Waldenburg.

## Storia

### Campagna di Polonia e Francia
| Luogo                            | Periodo             |
| Polonia                          | sep 1939 - mag 1940 |
| Francia                          | mag 1940 - apr 1941 |
| Balcani e Grecia                 | apr 1941 - mag 1941 |
| Fronte orientale, settore centro | giu 1941 - lug 1944 |
| Fronte orientale, settore nord   | lug 1944 - mar 1945 |
| Prussia orientale                | mar 1945 - mag 1945 |

Il 24 novembre 1938, a Oppeln (l'odierna Opole), nella Slesia tedesca, prese vita la 5. Panzer-Division, l'ultima ad essere costituita prima dell'inizio della seconda guerra mondiale.
La prima occasione per la divisione di entrare in combattimento si ebbe nel settembre 1939 con la campagna di Polonia, inquadrata nella XIV Armata del generale Wilhelm List, a sua volta inglobata nell'Heeresgruppe Süd del generale Gerd von Rundstedt. I 152 Panzer I, 144 Panzer II, 3 Panzer III, 14 Panzer IV e 22 Panzerbefehlswagen (carri comando disarmati) entrarono in territorio polacco dal confine sud proseguendo per Sandomierz e Przemyśl.
Finite le ostilità la divisione corazzata venne rimpatriata al confine con il Basso Reno nel dicembre 1939 e assegnata alla IV Armata, con cui, assieme alla 7. Panzer-Division, entrò in territorio belga forte di 97 Panzer I, 120 Panzer II, 52 Panzer III, 32 Panzer IV e 26 Panzerbefehlswagen. Dopo aver attraversato il fiume Mosa a Dinant, i suoi carri armati affrontarono e sconfissero la 1ª Division Cuirasée de Reserve francese (dotata dei potenti carri armati B1, ma colta impreparata e senza carburante) e proseguirono verso la Francia nel maggio 1940 combattendo per la conquista di Arras, Cambrai e Lilla, riuscendo a raggiungere Rouen e Brest prima che Philippe Pétain firmasse l'armistizio con la Germania.

### L'avanzata nei Balcani e in Grecia

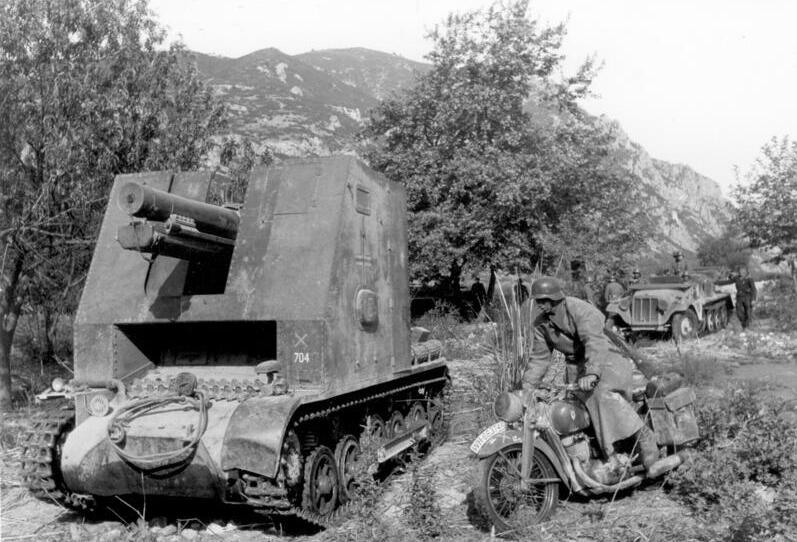
Uno Sturmpanzer I della 5ª Panzer fotografato nel 1941 in Grecia

Il 13 settembre 1940 la 5. Panzer-Division venne mandata in Polonia per riorganizzarsi, cedendo il 15. Panzer-Regiment (15º reggimento corazzato) alla 11. Panzer-Division ottenendo in cambio il 55. Kradschützen-Abteilung (55º battaglione motociclisti), e passando sotto la XII Armata.

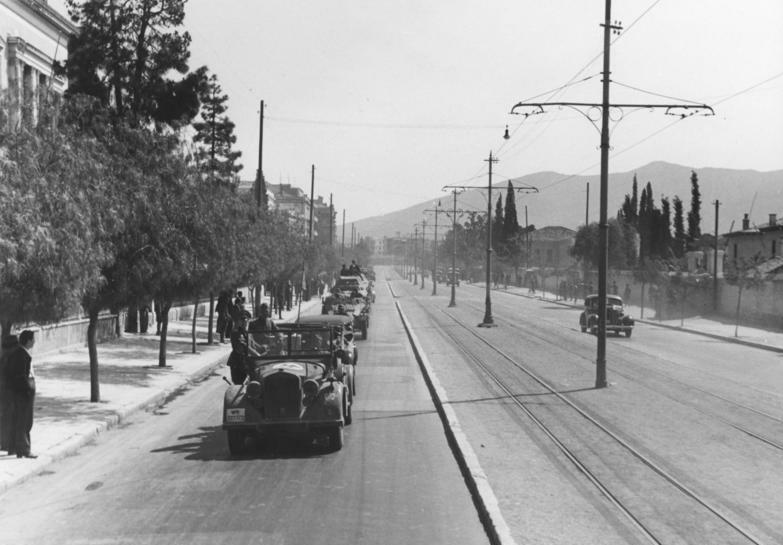
Il battaglione da ricognizione della 5. Panzer-Division entra ad Atene il 27 aprile 1941

Il 5 aprile 1941 le forze della divisione furono inviate in Bulgaria in vista dell'operazione Marita, l'invasione dei Balcani, che prese il via alcuni giorni dopo. In questo momento il reggimento corazzato rimanente, il numero "31", racchiudeva in sé 9 Panzer I, 40 Panzer II, 51 Panzer III, 16 Panzer IV e 5 carri comando.
In seguito alla rapida e facile conquista della Jugoslavia le forze del reparto della Wehrmacht puntarono verso la Grecia incominciando ad incontrare le prime difficoltà: il 24 aprile infatti, passata la città di Lamia, i carri armati vennero bersagliati da un preciso fuoco di artiglieria inglese e il giorno successivo, combattendo contro truppe neozelandesi a Molos, 15 carri vennero distrutti dal fuoco nemico.
Nonostante queste difficoltà la divisione continuò a spingere verso il mar Egeo le truppe del Commonwealth, riuscendo ad entrare ad Atene e Corinto contribuendo quindi in misura significativa alle sorti della campagna.

#### La parentesi di Creta
Nel maggio 1941, terminati i combattimenti in Grecia, 5 Panzer II e 17 Panzer III del 31. Panzer-Regiment insieme a due compagnie del 55º battaglione motociclisti vennero trasportati via mare verso Creta per supportare i fallschirmjäger che a breve avrebbero invaso l'isola, ma durante il viaggio via nave la Royal Navy attaccò le imbarcazioni affondando gran parte dei carri armati.

In loro sostituzione venne inviata, stavolta via aereo, un'altra compagnia del 55º battaglione motociclisti per soccorrere un gruppo di paracadutisti rimasti accerchiati. Agli ordini dell'oberstleutnant Schacke, il battaglione riuscì nel suo intento risolvendo la difficile situazione. La compagnia continuò poi ad avanzare verso est per supportare un attacco su Retimo (29 - 30 maggio 1940) che porterà alla conquista della città e alla cattura di oltre 1.900 soldati nemici, liberando inoltre 300 prigionieri tedeschi.

### Sul fronte orientale
Verso la fine del giugno 1941 la divisione venne spostata a Berlino. I vertici dell'Oberkommando der Wehrmacht avevano in mente di utilizzarla in Nordafrica, tanto che i mezzi vennero dipinti di giallo sabbia per l'evenienza, ma un cambio di idee costrinse a far ritornare tutto all'iniziale grigio scuro: nell'ottobre 1941 infatti, la 5. Panzer-Division venne chiamata al fronte orientale in seno al XXXXVI Panzerkorps (Corpo corazzato) per muovere contro la capitale sovietica, Mosca, insieme ad altre unità dell'Heeresgruppe Mitte.

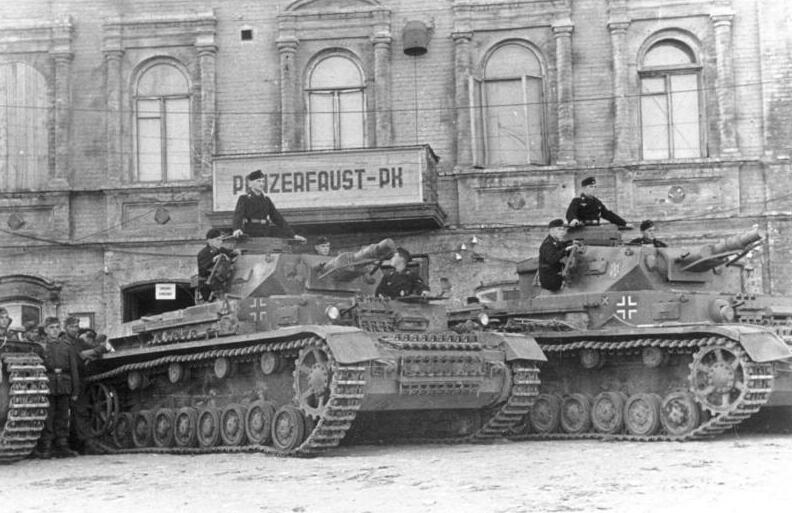
Panzer IV Ausf. F della 5. Panzer-Division

Il fallimento della battaglia di Mosca costrinse le truppe attaccanti a ritirarsi fino a Gzhatsk incalzate dalla nuova offensiva dell'Armata Rossa. A luglio del 1942 il parco carri armati della 5ª Panzer ammontava a 26 Panzer II, 55 Panzer III, 13 Panzer IV e 9 carri comando; nello stesso periodo passò nei ranghi della IX Armata partecipando ad azioni antipartigiane attestandosi prima a Sychevka e poi di nuovo a Gzhatsk.

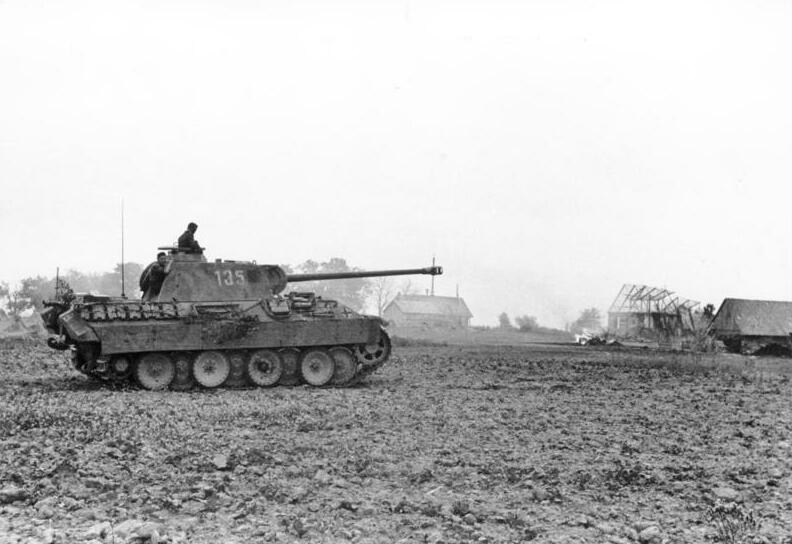
Polonia, giugno 1944: un Panther della divisione al fronte

Dopo alcuni combattimenti a Orël sotto la II Armata, nel marzo 1943, la divisione venne messa a riposo fino al luglio dello stesso anno. Al momento della battaglia di Kursk si trovava nel settore di Brjansk, e nonostante posta in riserva. l'evolversi della situazione la obbligò ad entrare in contatto con le forze sovietiche, non riuscendo ad arrestarne l'avanzata e ripiegando ad ovest nei sei mesi successivi a Roslavl', Homel', a nord del fiume Pryp"jat' fermandosi finalmente a Kovel', in Ucraina, nel maggio 1944 (militando nella II Armata corazzata, IV, IX e di nuovo II Armata, cambiando spesso soprattutto tra queste ultime due).

L'operazione Bagration condotta dall'Armata Rossa sfondò completamente il settore coperto dal Gruppo d'Armate Centro nel luglio 1944; la 5. Panzer-Division venne richiamata in tutta fretta per arginare gli attacchi sovietici; in quel momento la divisione era tra le più potenti della Wehrmacht, disponendo di 70 Panzer V Panther e 55 Panzer IV, ma i numerosi corpi corazzati sovietici che stavano convergendo su Minsk, dopo aver travolto la prima linea tedesca, avevano una schiacciante superiorità numerica. La 5. Panzer-Division, rafforzata con i 29 Panzer VI Tiger I dello schwere Panzerabteilung 505. (505º battaglione corazzato pesante), combatté con valore, prima a Borisov per difendere la linea della Beresina e poi a nord-ovest di Minsk contro le formazioni della 5ª Armata corazzata della Guardia. In una settimana la divisione rivendicò la distruzione di 295 carri armati nemici ma a sua volta subì pesanti perdite (la sua forza operativa scese a soli 18 panzer e tutti i Tiger andarono persi). e quindi fu costretta a ripiegare verso nord-ovest abbandonando la capitale bielorussa. Altri scontri si verificarono a Hrodna e a Kaunas, in Lituania, con le provate forze della formazione corazzata ormai in costante ritirata.
Il 31 agosto 1944 la divisione venne inviata in Curlandia alle dipendenze del XXXX Corpo corazzato, inquadrata nella III Armata corazzata. La situazione disperata impose ai soldati tedeschi una nuova ritirata fino alla Prussia Orientale, difendendo Königsberg e Pillau, ora nella IV Armata. I sopravvissuti alle dure battaglie vennero traghettati nella penisola di Hel arrendosi definitivamente l'8 maggio 1945. Chi non riuscì a seguire la divisione resistette fino ad aprile nel tentativo di impedire ai sovietici la presa di Danzica.

## Ordine di battaglia
1938 - 1940: dalla creazione alla campagna di Francia
- Stab (Quartier generale)
- 5. Schützen-Brigade (5ª brigata di fanteria motorizzata)
  - 13. Schützen-Regiment (13º reggimento di fanteria motorizzata)
  - 14. Schützen-Regiment
  - 55. Kradschützen-Abteilung (55º battaglione motociclisti) - dal settembre 1940
- 8. Panzer-Brigade (8ª brigata corazzata)
  - 15. Panzer-Regiment
  - 31. Panzer-Regiment
- 116. Artillerie-Regiment (116º reggimento di artiglieria)
  - Artillerie-Abteilung I
  - Artillerie-Abteilung II
- 53. Panzerjäger-Abteilung (53º battaglione anticarro)
- 704. schwere-Infanteriegeschütz-Kompanie (704ª compagnia cannoni da fanteria pesante) - dal 1940
- 8. Aufklärungs-Abteilung (8º battaglione da ricognizione)
- 89. Pionier-Bataillon (89º battaglione del genio) - dall'agosto 1939
- 77. Nachrichten-Abteilung (77º battaglione trasmissioni)
- 85. Divisions-Nachschubführer (85° treno rifornimenti)
- Unità di servizi e supporto

1943: fronte orientale.
- Stab
- 31. Panzer-Regiment
  - Panzer-Abteilung I (1º battaglione corazzato)
- 13. Panzergrenadier-Regiment (13º reggimento panzergrenadier)
  - Panzergrenadier-Bataillon I
  - Panzergrenadier-Bataillon II
- 14. Panzergrenadier-Regiment
  - Panzergrenadier-Bataillon I
  - Panzergrenadier-Bataillon II
- 116. Panzer-Artillerie-Regiment
  - Artillerie-Abteilung I
  - Artillerie-Abteilung II
- 5. Panzer-Aufklärungs-Abteilung[13]
- 288. Heeres-Flak-Artillerie-Abteilung (288º distaccamento FlaK dell'esercito)
- 53. Panzerjäger-Abteilung
- 89. Panzer-Pionier-Bataillon
- 77. Panzer-Nachrichten-Abteilung
- 85. Panzer-Versorgungstruppen (unità di supporto)

## Decorazioni
In tutto furono 24 gli uomini appartenenti alla 5. Panzer-Division che ricevettero la Spilla d'Onore dell'Esercito, mentre ad altri 57 venne concessa la Croce di Cavaliere della Croce di Ferro, delle quali sei con Fronde di Quercia e una con Fronde di Quercia e Spade. 128 soldati furono premiati con la Croce Tedesca in oro e due con quella d'argento.

## Comandanti
| Nome                                      | Grado                      | Inizio            | Fine              | Note                             |
| Heinrich von Viettinghoff genannt Scheel  | Generalleutnant            | 24 novembre 1938  | 22 ottobre 1939   |                                  |
| Max Hartlieb genannt von Walsporn         | Generalleutnant            | 23 ottobre 1939   | 22 maggio 1940    |                                  |
| Joachim Lemelsen                          | General der Artillerie     | 22 maggio 1940    | 24 novembre 1940  |                                  |
| Gustav Fehn                               | Generalmajor               | 25 novembre 1940  | 30 aprile 1942    |                                  |
| Kurt Haseloff                             | Oberst                     | 1º maggio 1942    | giugno 1942       |                                  |
| Gustav Fehn                               | Generalleutnant            | giugno 1942       | 25 settembre 1942 |                                  |
| Eduard Metz                               | Generalmajor               | 25 settembre 1942 | 1º febbraio 1943  |                                  |
| Johannes Nedtwig                          | Oberst                     | 1º febbraio 1943  | 7 maggio 1943     |                                  |
| Ernst Felix Fäckenstedt                   | Generalmajor               | 7 maggio 1943     | 31 agosto 1943    |                                  |
| Peter Eduard Crasemann                    | Oberst                     | 31 agosto 1943    | 7 settembre 1943  |                                  |
| Karl Decker                               | Oberst                     | 7 settembre 1943  | 30 novembre 1943  |                                  |
| Karl Decker                               | Generalmajor               | 1º dicembre 1943  | 29 dicembre 1943  |                                  |
| Heinrich-Walter Bronsart von Schellendorf | Oberst                     | 30 dicembre 1943  | 29 gennaio 1944   |                                  |
| Karl Decker                               | Generalleutnant            | 30 gennaio 1944   | 15 ottobre 1944   |                                  |
| Rolf Lippert                              | Oberst                     | 16 ottobre 1944   | 31 dicembre 1944  |                                  |
| Rolf Lippert                              | Generalmajor               | 1º gennaio 1945   | 10 febbraio 1945  | ammalato ed evacuato in Germania |
| Günther Hoffmann-Schönborn                | Generalmajor               | 18 febbraio 1945  | 8 aprile 1945     |                                  |
| Hans Herzog                               | Oberstleutnant der Reserve | 9 aprile 1945     | 18 aprile 1945    |                                  |
| Karl Koetz                                | Generalmajor               | 18 aprile 1945    | 8 maggio 1945     |                                  |

Dati tratti da: